# مارکل ایریزار
مارکل ایریزار (اسپانیایی: Markel Irizar‎؛ زادهٔ ۵ فوریهٔ ۱۹۸۰) دوچرخه‌سوار اهل اسپانیا است.
از باشگاه‌هایی که در آن رکاب زده‌است می‌توان به تیم ترک-سگافردو، ایوسکالتل-ایوسکادی، و تیم ریدیوشک اشاره کرد.